# Wilhelm Gullberg
Adam Wilhelm Gullberg (i riksdagen kallad Gullberg i Skövde), född 8 november 1868 i Undenäs, död 4 maj 1921 i Umeå, var en svensk predikant och politiker (liberal). 
Wilhelm Gullberg, som var son till en hammarsmed, var industriarbetare 1887–1893 och genomgick sedan Svenska missionsförbundets missionsskola till 1896. Han var därefter predikant i Göteborg, Luleå och Skövde fram till 1919, varefter han var fattigvårdskonsulent i Västerbottens och Norrbottens län till sin död 1921. Han var också ordförande för Missionsförbundet i Västergötland 1909–1919.
Han var riksdagsledamot 1912–1919 i första kammaren för Skaraborgs läns valkrets och tillhörde Frisinnade landsföreningens riksdagsgrupp Liberala samlingspartiet. I riksdagen var han bland annat suppleant i konstitutionsutskottet 1913–1919 och ledamot där vid urtima riksmötet 1919. Som riksdagsledamot engagerade han sig främst i religiösa och sociala frågor. Gullberg är begravd på Västra kyrkogården i Göteborg.